# Alpenrus
Alpenrus (Juncus alpinoarticulatus subsp. alpinoarticulatus) of rechte rus (alpenrus samen met duinrus)(Juncus alpinoarticulatus) is een plantensoort uit de russenfamilie (Juncaceae). 

## Determinatie
Alpenrus is een vaste, kruidachtige plant die een hoogte bereikt van 20–60 cm. Ze vormt een korte, kruipende, 2–4 mm dikke wortelstok met gemiddeld 1–2 centimeter lange leden en vormt losse zoden. De bloeistengels zijn glad en rolrond of iets samengedrukt. Aan de voet zitten 0–1 roodachtige tot roodbruine bladscheden zonder bladschijf en 3 stengelbladeren. De steriele stengels hebben aan de voet bladeren. De stevige bladschijven zijn bijna rolrond, bestaan uit 1 buis en hebben dwarswanden. De bovenste bladscheden hebben twee korte oortjes.
De plant bloeit in juli en september en is voornamelijk een zelfbestuiver. De eindstandige bloeiwijze is een pluim met 25–50 vertakkingen. De onderste pluimtak kan sterk verlengd zijn. Het onderste schutblad is meestal korter dan de bloeiwijze. De takken staan rechtop en zijn zelden terug gebogen. Het onderste schutblad is duidelijk korter dan de pluim. De bloemen  staan met 3 -6 bloemen bij elkaar in 3–4 mm brede hoofdjes. De tepalen zijn 2–3 mm lang en eirond. Ze kunnen een verschillende lengte hebben. De buitenste tepalen hebben onderaan de punt een kleine stekel. Ze zijn rood- tot donkerbruin of bijna zwart. De binnenste tepalen zijn stomp met een duidelijke vliezige rand en korter dan de vrucht. De zes meeldraden zijn half zo lang als de tepalen. De helmknoppen zijn 0,4–0,7 mm lang en korter dan de helmdraad.
De rood- tot zwartbruine vrucht is een eenhokkige doosvrucht met een korte snavel aan de top. De vrucht is evenlang of iets langer dan de tepalen. De doosvrucht is 2,5–3 mm lang en 1,8–2,1 mm breed en bevat 25–45 zaden. De 0,55–0,6 mm lange zaden hebben een netvormig oppervlak. Het aantal chromosomen is 2n = 40.

## Ecologie
Alpenrus komt voor op natte, zoete of brakke, kalkhoudende grond in moerassige, schrale graslanden, duinvalleien en op groene stranden.

## Verspreiding
Het natuurlijke verspreidingsgebied van alpenrus strekt zich uit over de koudere en gematigde streken op het noordelijk halfrond. De soort staat op de Nederlandse Rode lijst van planten uit 2012 als vrij zeldzaam en stabiel tot iets toegenomen.